# San Giorgio Bigarello
San Giorgio Bigarello är en kommun i provinsen Mantua i regionen Lombardiet i Italien. Kommunen hade 11 988 invånare (2019).
Kommunens namn ändrades från San Giorgio di Mantova till San Giorgio Bigarello den 1 januari 2019 i samband med att den tidigare kommunen Bigarello uppgick i San Giorgio di Mantova. San Giorgio di Mantova hade 9 746 invånare (2018).